# Яго (род)
Яго (лат. Iago) — род хрящевых рыб из семейства куньих акул (Triakidae).

## Классификация
На февраль 2020 года в род включают 3 вида:
- Iago garricki Fourmanoir & Rivaton, 1979 — Яго Гаррика
- Iago mangalorensis (Cubelio, Remya & Kurup, 2011)
- Iago omanensis (Norman, 1939) — Оманский яго, или большеглазый яго

Также есть информация об одном неописанном виде: Iago sp.A.